# میلی‌متر جیوه
میلی‌متر جیوه (نماد: mmHg) از یکاهای اندازه‌گیری فشار است. این یکا مانومتریک است و بر اساس چگالی جیوه و شتاب گرانشی زمین بیان می‌شود. هر ۷۶۰ میلی‌متر جیوه برابر ۱ اتمسفر است. معمولاً فشار خون با استفاده از این یکا بیان می‌شود.
چون در اندازه‌گیری فشار در لوله U شکل از طول سنجی مایع جیوه به فشارسنجی پی می‌برند، واحد سانتی‌متر جیوه (cmHg) نیز برای کمیت فشار به غلط مرسوم شده. 
|        | پاسکال (Pa) | بار (bar)     | اتمسفر فنی (at) | اتمسفر (atm) | تور (Torr)         | پوند بر اینچ مربع (psi) |
| ------ | ----------- | ------------- | --------------- | ------------ | ------------------ | ----------------------- |
| 1 Pa   | ≡ 1 N/m2    | 10−5          | 1.0197×10−5     | 9.8692×10−6  | 7.5006×10−3        | 145.04×10−6             |
| 1 bar  | 100,000     | ≡ 106 dyn/cm2 | 1.0197          | 0.98692      | 750.06             | 14.504                  |
| 1 at   | 98,066.5    | 0.980665      | ≡ 1 kgf/cm2     | 0.96784      | 735.56             | 14.223                  |
| 1 atm  | 101,325     | 1.01325       | 1.0332          | ≡ 1 atm      | 760                | 14.696                  |
| 1 torr | 133.322     | 1.3332×10−3   | 1.3595×10−3     | 1.3158×10−3  | ≡ 1 Torr; ≈ 1 mmHg | 19.337×10−3             |
| 1 psi  | 6,894.76    | 68.948×10−3   | 70.307×10−3     | 68.046×10−3  | 51.715             | ≡ 1 lbf/in2             |

مثال:  ۱Pa = ۱ N/m۲  = ۱۰−۵ bar  = ۱۰/۱۹۷×۱۰−۶ at  = ۹/۸۶۹۲×۱۰−۶ atm

یادآوری:  mmHg نماد میلی‌متر جیوه است.